# Norra Andalskär
Norra Andalskär är en ö i Finland. Den ligger i Finska viken eller Skärgårdshavet och i kommunen Hangö i den ekonomiska regionen  Raseborg i landskapet Nyland, i den sydvästra delen av landet. Ön ligger omkring 110 kilometer väster om Helsingfors.
Öns area är 0,8 hektar och dess största längd är 180 meter i sydväst-nordöstlig riktning.